# Patrik Ingelsten
Patrik Ingelsten (* 25. Januar 1982 in Hillerstorp) ist ein ehemaliger schwedischer Fußballspieler. Nach dem Ende seiner aktiven Laufbahn wechselte er auf die Trainerbank.

## Sportlicher Werdegang

### Karrierestart in Schweden und Durchbruch als Meister und Torschützenkönig

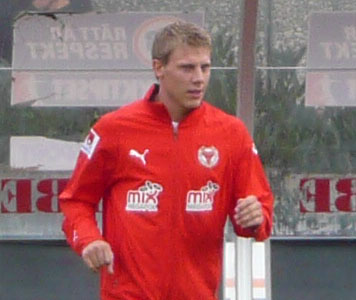
Ingelsten beim Training mit Kalmar FF (2007)

Ingelsten begann mit dem Fußballspielen bei Hillerstorps GoIF. 2000 holte ihn Jonas Thern zum Viertligisten IFK Värnamo, mit dem er in die drittklassige Division 1 aufstieg. Von dort wechselte er 2002 zu Halmstads BK in die Allsvenskan. In den ersten drei Jahren pendelte er zwischen Startelf und Ersatzbank. Ab der Spielzeit 2005 konnte er sich in der ersten Elf etablieren.
Ingelsten verließ dennoch nach der Spielzeit 2006 den Klub und schloss sich dem Ligarivalen Kalmar FF an. Dort stand er in seiner ersten Saison in allen 26 Saisonspielen in der Startelf und war mit sieben Saisontoren für den neuen Arbeitgeber zweitbester Torschütze hinter dem Brasilianer César Santin. Am Jahresende gewann er mit dem Klub den schwedischen Landespokal. Auch in seiner zweiten Spielzeit für den westschwedischen Klub glänzte er als regelmäßiger Torschützen und führte den Klub mit 19 Saisontoren zum Gewinn des Meistertitels und krönte sich gleichzeitig zum Torschützenkönig der Allsvenskan. Damit hatte er auch außerhalb der Landesgrenzen auf sich aufmerksam gemacht.

### Wechsel ins Ausland: fünf Jahre in den Niederlanden und Norwegen
Im Januar 2009 wechselte Ingelsten ins Ausland und spielte fortan für den niederländischen Klub SC Heerenveen, bei dem er einen Kontrakt mit dreieinhalb Jahren Laufzeit unterzeichnete. Bis zum Ende der ersten Halbserie in den Niederlanden gehörte er zu den Stammspielern und kam in zwölf Ligaspielen zum Einsatz. Anschließend folgte eine längere Leidenszeit, in der er immer wieder durch Verletzungen gebremst wurde. Lediglich in zwei seiner sechs Spieleinsätze in der ersten Hälfte der Spielzeit 2009/10 stand er in der Startformation.
Ingelsten verließ daher den Klub Anfang 2010 und ging nach Norwegen zu Viking Stavanger, wo er einen Vier-Jahres-Vertrag unterschrieb. In der Tippeligaen zeichnete er sich anfangs wieder durch seine Torgefahr aus und war in den ersten 21 Spieltagen Stammkraft, ehe er sich im August des Jahres am Knie verletzte und lange Zeit ausfiel. Nachdem er auch die komplette Spielzeit 2011 verpasst hatte, knüpfte Trainer Åge Hareide den Kontakt zum ehemaligen norwegischen Profi Ole Gunnar Solskjær, der ebenfalls die Erfahrung einer langen verletzungsbedingten Auszeit gemacht hatte. Im Mai 2012 kehrte er als Einwechselspieler beim 1:0-Erfolg über Stabæk Fotball durch ein Tor von Vidar Nisja auf den Rasen zurück, im weiteren Saisonverlauf blieb ihm jedoch nur die Rolle des Ergänzungsspielers. Zwar spielte er sich während der Spielzeit 2013 über weite Strecken wieder in die Stammformation und erzielte dabei sieben Saisontore, dennoch wurde der zum Jahresende auslaufende Kontrakt nicht verlängert.

### Rückkehr nach Schweden
Bereits im November 2013 unterzeichnete Ingelsten seinen ab Anfang 2014 gültigen Arbeitsvertrag beim schwedischen Erstligisten Mjällby AIF, wo er auf Cheftrainer Lars Jacobsson traf, der zu Ingelstens Zeit bei HBK 2004 Assistenztrainer war. Bei seinem neuen Klub konnte er jedoch nicht die Erwartungen erfüllen und saß alsbald häufiger auf der Ersatzbank. Wenngleich er zeitweise als Einwechselspieler zum Zug kam, blieb ihm ein Torerfolg verwehrt. Im Juli verlieh ihn daher der im Abstiegskampf befindliche Klub an den von Henrik Larsson trainierten Ligakonkurrenten Falkenbergs FF. Direkt bei seinem ersten Spieleinsatz, einem 4:1-Heimerfolg gegen den seinerzeitigen Tabellenzweiten AIK, erzielte er sein erstes Saisontor. Durch weitere Treffer führte er die Mannschaft um Stefan Rodevåg, Johan Svahn, Tobias Karlsson und Godsway Donyoh kurz vor Saisonschluss auf einen Nicht-Abstiegsplatz, ehe im Oktober eine umstrittene Klausel des Leihvertrages Schlagzeilen machte, die ein Einsatzverbot im – möglicherweise für den Klassenerhalt entscheidenden – direkten Duell der beiden Mannschaften am letzten Spieltag der Spielzeit 2014 vorsah. Nach einer Spielzeit beim Zweitligisten GAIS wurde er 2016 Spielertrainer bei IS Halmia.

### Trainer- und Funktionärslaufbahn
Nach einem Jahr bei IS Halmia als Spielertrainer kehrte Ingelsten zu GAIS zurück, wo er den Posten des Sportdirektors übernahm und parallel Cheftrainer Benjamin Westman als Assistent unterstützte. Nach Westmans Freistellung im Juni 2017 übernahm er interimistisch die Trainingsarbeit, ehe mit Bosko Orovic ein dauerhafter Nachfolger verpflichtet wurde. Anschließend kehrte er wieder in die vorhergehenden Rollen zurück, ehe er im Juli 2019 nach der Demission Orovics erneut interimistisch übernahm. Da er nicht über eine angemessene Trainerlizenz verfügte, wurde nach der verbandsseitig vorgesehenen Frist von 60 Tagen Tomas Erixon verpflichtet, der fortan mit Ingelsten das verantwortliche Trainerduo bildete. Zum Ende der Spielzeit 2019 verließ er trotz Erreichen des Klassenerhalts den Klub.
Anfang 2021 übernahm Ingelsten das Traineramt beim in der viertklassigen Division 2 antretenden Eskilsminne IF. Ende 2022 schaffte er mit dem Klub als Staffelsieger den Sprung in die Division 1, daraufhin verlängerte er seinen Vertrag im November des Jahres. Mit dem Aufsteiger belegte er in der Spielzeit 2023 den vierten Tabellenplatz der Südstaffel.
Im Dezember 2023 nahm der Zweitligaabsteiger Jönköpings Södra IF Ingelsten als neuen Cheftrainer ab dem folgenden Jahr unter Vertrag, er unterzeichnete beim Drittligisten einen Kontrakt mit drei Jahren Laufzeit.